# Euphorbia syncameronii
Euphorbia syncameronii är en törelväxtart som beskrevs av Peter Vincent Bruyns. Euphorbia syncameronii ingår i släktet törlar, och familjen törelväxter. Inga underarter finns listade i Catalogue of Life.